# Темна турдинула
Темна турдину́ла (Gypsophila) — рід горобцеподібних птахів родини Pellorneidae. Представники цього роду мешкають в Південно-Східній Азії.

## Види
Виділяють шість видів:
- Турдинула гірська (Gypsophila crassa)
- Турдинула короткохвоста (Gypsophila brevicaudata)
- Gypsophila annamensis[6]
- Gypsophila calcicola[7]
- Турдинула темна (Gypsophila crispifrons)
- Ратина суматранська (Gypsophila rufipectus)

## Етимологія
Наукова назва роду Gypsophila походить від сполучення слів дав.-гр. γυψος — крейда і φιλος — любитель.